# Adelophis foxi
Adelophis foxi là một loài rắn trong họ Rắn nước. Loài này được Rossman & Blaney mô tả khoa học đầu tiên năm 1968.